# Club Hijos de Yurimaguas
Maillots
L’Hijos de Yurimaguas est un club péruvien de football basé dans le district de Ventanilla, à Callao. 

## Histoire
Fondé en 1967, le club remporte le championnat de 2e division en 1990 et accède en 1re division l'année suivante sous la houlette de l’entraîneur chilien Miguel Ángel Arrué. Il joue deux championnats du Pérou d'affilée en 1991 et 1992, changeant de nom en Deportivo Yurimaguas début 1992, ce qui n'empêche pas le club d'être relégué en fin de saison. 
Vice-champion de D2 en 1994 et 1996, le club revient à son nom originel d’Hijos de Yurimaguas et connaît un deuxième sacre en 1998 avec Héctor Tito Chumpitaz comme entraîneur. Mais le club perd en match de barrage face au Deportivo Municipal, ratant l'occasion de jouer une troisième fois en D1.
L'Hijos de Yurimaguas joue en D2 jusqu'en 2001 lorsqu'il est relégué. Il joue depuis dans les ligues de district de Callao. En 2015, un nouveau club – le Club Deportivo Yurimaguas – est fondé par Omar Olórtegui, supporter de l'Hijos de Yurimaguas originel. Mais les deux clubs n'ont aucun lien institutionnel.

## Résultats sportifs

### Palmarès
| Compétitions nationales                                                                    | Compétitions régionales                                             |
| - Championnat du Pérou D2 (2) : - Champion : 1990 et 1998. - Vice-champion : 1994 et 1996. | - Ligue de la province de Callao (2) : - Vainqueur : 1975 et 1986,. |

### Bilan et records
- Saisons au sein du championnat du Pérou : 2 (1991-1992).
- Saisons au sein du championnat du Pérou D2 : 12 (1988-1990 / 1993-2001).

## Personnalités historiques du club

### Joueurs

#### Grands noms
Parmi les internationaux péruviens ayant joué au sein de l'Hijos de Yurimaguas, on peut citer Agapito Rodríguez (gardien), Germán Carty (attaquant) et les défenseurs José Luis Chacón, Alfonso Dulanto et Jhoel Herrera.

### Entraîneurs
- José del Castillo (1988)
- Miguel Ángel Arrué (1990-1992)
- Alfonso Huapaya (1992)
- Juan Manuel Toyco (1992)
- Rafael Castañeda (1992)
- Juan Forero (1994)
- Rafael Castañeda (1994)
- Rigoberto Obregón (1995)
- Luis Roth (1996)
- Alfonso Reyna (1996)
- Rafael Castañeda (1996)
- Héctor Chumpitaz Dulanto (1996-1998)
- Pedro Sandoval (1999)
- Héctor Chumpitaz Dulanto (1999)
- Benjamín Rodríguez (2000-2001)
- Hugo Castillo (2001)
- Daniel Uzuriaga (2001)